# Lilija Achaimova
Lilija Igorevna Achaimova (ryska: Лилия Игоревна Ахаимова), född 17 mars 1997, är en rysk gymnast.
Achaimova var en del av Ryska olympiska kommitténs lag som tog guld i lagmångkamp vid olympiska sommarspelen 2020 i Tokyo.